# Гветадзе, Сопио
Сопио Гветадзе (груз. სოფიო გვეტაძე; род. 15 ноября 1983, Тбилиси) — грузинская шахматистка, гроссмейстер среди женщин (2006), международный мастер среди мужчин (2007).

## Биография
Многократно представляла Грузию на юношеских чемпионатах Европы по шахматам и юношеских чемпионатов мира по шахматам среди девушек в различных возрастных группах, где самый большой успех достигла в 2001 году, когда победила на юношеском чемпионате мира среди девушек в возрастной группе U18. В том же году стала и чемпионкой Грузии среди девушек в той же возрастной группе. В 2002 году вместе с Наной Дзагнидзе поделила первое место на чемпионате Грузии по шахматам среди девушек в возрастной группе U20. В 2004 году в Измире победила в розыгрыше женского командного кубка Европы по шахматам в составе команды Тбилиси «NTN». В 2006 году была десятой на индивидуальном женском чемпионате Европы по шахматам. В 2007 году завоевала бронзовую медаль на женском чемпионате Грузии по шахматам.
Квалифицировалась на чемпионат мира по шахматам среди женщин в 2008 году, который проходил в Нальчике, но из-за войны в Грузии вместе с другими грузинскими шахматистками отказалась принять участие в турнире. В чемпионат мира по шахматам среди женщин в 2017 году в Тегеране в первом туре проиграла своей соотечественнице Нино Бациашвили.
Представляла Грузию на командном чемпионате мира по шахматам в 2007 году. 
В 2007 году, в Румынии на Чемпионате Европы среди женщин по быстрым шахматам заняла 3 место и в том же году на Чемпионате Европы по блицу заняла 2 место. 